# Klaudia Kulig
Klaudia Kulig (ur. 1 maja 1997 w Malborku) – polska siatkarka, grająca na pozycji libero. Zdobywczyni złotego medalu na młodzieżowych mistrzostwach Polski w sezonie 2014/2015 oraz dwóch srebrnych medali ORLEN Ligi.
Pierwsze kroki na siatkarskich boiskach stawiała w zespole UKS Orzeł Malbork, z którym dwa razy z rzędu świętowała wywalczenie mistrzostwa Polski młodziczek. W dwóch kolejnych sezonach malborczanka sięgała także z Orłem po wicemistrzostwo Polski kadetek w sezonie 2012/2013, a sezon później po mistrzostwo Polski w tej kategorii wiekowej.
Po tym sezonie została ona dostrzeżona przez działaczy sopockiego Atomu Trefla i łączyła występy w rodzimym Orle z grą w młodzieżowym Atomie Treflu (sezon 2014/2015). Była także w składzie tego klubu w sekcji seniorskiej. Młoda libero zanotowała swój debiut na boiskach siatkarskiej ekstraklasy 28 lutego 2015 roku w starciu rundy zasadniczej z PTPS Piła.
W sezonie 2015/2016 Kulig występowała tylko w drużynie seniorek Atomu Trefla i 29 października 2015 roku zadebiutowała w Lidze Mistrzyń w meczu wyjazdowym z Calcitem Lublana.

## Sukcesy klubowe
Mistrzostwa Polski Młodziczek:
- 2011[9], 2012[10]

Mistrzostwa Polski Kadetek
- 2014[11]
- 2013[12]

Młoda Liga Kobiet:
- 2015[1]

Mistrzostwo Polski:
- 2015[13], 2016[14]

Puchar Polski:
- 2022